# Casa Lluís Mestres
La Casa Lluís Mestres és un edifici modernista protegit com a bé cultural d'interès local del municipi de Sant Sadurní d'Anoia (Alt Penedès).

## Descripció
És un edifici entre mitgeres de tres crugies. Té planta baixa i dos pisos sota terrat amb torratxa, i un jardí posterior. La façana presenta com a elements remarcables la porta d'accés, els balcons i la balconada correguda de baranes amb ornamentació naturalista, les motllures i el coronament amb barana de terrat i capcer ornamentat. La decoració de la façana es completa amb simulació d'encoixinats. La construcció s'inscriu dintre de l'estètica del modernisme.

## Història
La Casa Mestres se situa en un dels eixos de l'eixample vuitcentista de Sant Sadurní, centrat al carrer del Raval. El 1909, en el context de recuperació econòmica després de la crisi de la fil·loxera, s'inicia la reforma que donarà l'aspecte actual a aquesta casa, finalitzant l'any 1912. Lluís Mestres i Domènech la va encarregar a l'arquitecte Santiago Güell que va ser arquitecte municipal de San Sadurní entre 1895 i 1904 i, posteriorment, entre 1910 i 1918.